# 芭芭拉·费雷尔
芭芭拉·费雷尔（英語：Barbara Ferrell，1947年7月28日—），美国女子田径运动员。她曾代表美国参加1968年和1972年夏季奥林匹克运动会田径比赛，获得一枚金牌和一枚银牌。